# Rhynchanthera
Rhynchanthera é um género de plantas com flores pertencentes à família Melastomataceae.
A sua distribuição nativa é do México ao sul da América Tropical.
Espécies:
- Rhynchanthera acuminata Benth.
- Rhynchanthera apurensis Wurdack
- Rhynchanthera brachyrhyncha Cham.
- Rhynchanthera bracteata Triana
- Rhynchanthera cordata DC.
- Rhynchanthera dichotoma DC.
- Rhynchanthera gardneri Naudin
- Rhynchanthera grandiflora DC.
- Rhynchanthera hassleriana Kraenzl.
- Rhynchanthera hispida Naudin
- Rhynchanthera latifolia Cogn.
- Rhynchanthera mexicana DC.
- Rhynchanthera novemnervia DC.
- Rhynchanthera paludicola Gleason
- Rhynchanthera rosea Cogn.
- Rhynchanthera serrulata DC.
- Rhynchanthera ternata Cogn.
- Rhynchanthera ursina Naudin
- Rhynchanthera verbenoides Cham.